# Unison (Gewerkschaft)
Unison, eigene Schreibweise UNISON, ist die größte Einzelgewerkschaft im Vereinigten Königreich mit 1.417.637 Mitgliedern (Stand: 31. Dezember 2020). In ihr sind vorwiegend Arbeitnehmer des öffentlichen Dienstes und des öffentlichen Gesundheitswesens organisiert. Generalsekretärin von Unison ist seit 2021 Christina McAnea.

## Geschichte
Die Gewerkschaft entstand 1993 aus der Verschmelzung von drei Gewerkschaften des öffentlichen Dienstes, der National and Local Government Officers Association (NALGO), der National Union of Public Employees (NUPE) und der Confederation of Health Service Employees (COHSE).

## Mitglieder und Organisationen

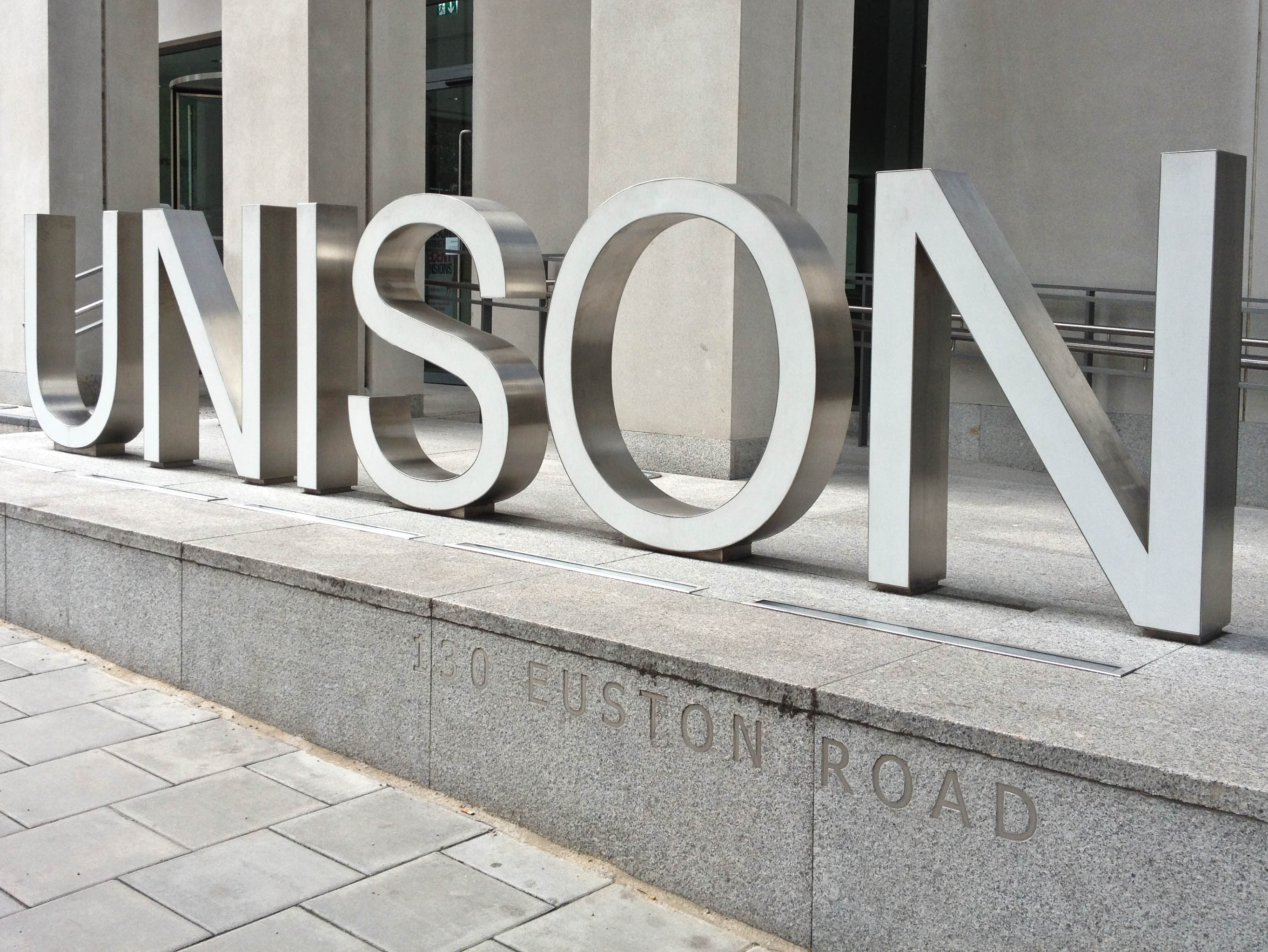
Hauptquartier in der Euston Road, London

Die Mitglieder von Unison arbeiten überwiegend im Öffentlichen Dienst, sowohl in Vollzeitarbeit als auch in Teilzeitbeschäftigung, als Verwaltungsangestellte und als mit Hilfstätigkeiten Beschäftigte. Die meisten Mitglieder arbeiten in der Kommunalverwaltung, im Bildungswesen, sie gehören zum Krankenpflegepersonal, vor allem im National Health Service oder arbeiten dort in der Verwaltung, ferner gehören zu ihnen Mitarbeiter des Hilfspersonals in Krankenhäusern wie Krankenpflegehelfer und Arzthelfer, Bewährungshelfer, Polizisten, Beschäftigte in Versorgungsunternehmen (wie Gas, Elektrizität und Wasser) und im Transportwesen.  Diese 'Dienstleister-Gruppen' haben innerhalb der Gewerkschaftsorganisation alle ihre eigenen regionalen und landesweiten Strukturen.
Unison bietet seinen Mitgliedern Unterstützung bei arbeitsbezogenen Problemen am Arbeitsplatz einschließlich Schutz des Arbeitsplatzes, bei der Vertretung auf Betriebsebene, Unterstützung bei Lohn- und Gehaltsfragen und bei den Arbeitsbedingungen sowie entsprechende Rechtsberatung. Jedes Unternehmen und jede Branche ist durch einen entsprechenden Zweig innerhalb von Unison vertreten; die Gewerkschaftsmitglieder aus den Unternehmen und Branchen wählen gewerkschaftliche Vertrauensleute, die ihre Interessen vertreten. Die Vertrauensleute bekommen von der Gewerkschaft eine Fortbildung bei arbeitsplatzbezogenen Themen. Sie koordinieren und vertreten die Gewerkschaftsmitglieder sowohl individuell in Bezug auf ihren Arbeitsvertrag als auch auf kollektiver Basis. (vergleichbar mit deutschen Betriebsräten)
Jeder Zweig der Gewerkschaft wird von einem Komitee geleitet, das jährlich neu gewählt wird und sich regelmäßig trifft. Einmal im Jahr veranstalten die Komitees ein Treffen, zu dem alle Mitglieder Zutritt haben. Die Zweigorganisationen wählen Delegierte zur jährlich stattfindenden Landesweiten Delegiertenkonferenz, die die Strategie der Gewerkschaft für das darauffolgende Jahr festlegte.
Unison besitzt und betreibt die Ferienanlage Unison Croyde Bay Resort in North Devon. Mitglieder erhalten einen Rabatt von 15 %; es gibt für Niedrigverdiener die Möglichkeit, einen Rabatt von 50 % zu erhalten.
Es gibt bei Unison Gruppen in Selbstverwaltung für Schwarze, Frauen, Lesbierinnen, Schwule, Bisexuelle und Trans-Personen, ferner für Behinderte. Junge Mitglieder und Rentner haben ebenfalls eigene Unterorganisationen.

### Entwicklung der Mitgliederzahl

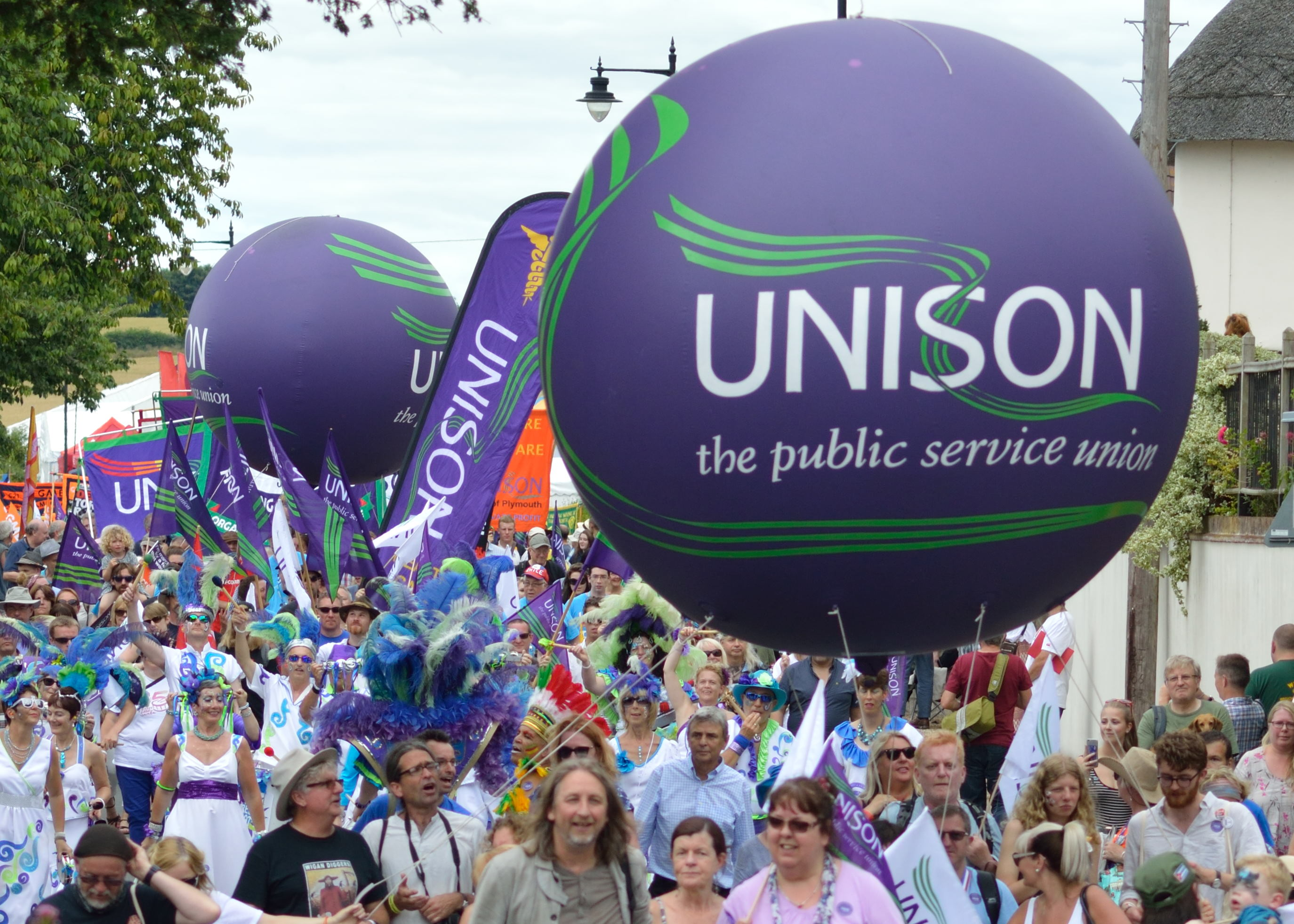
Teil der Abordnung von Unison beim Tolpuddle Martyrs' Festival and Rally 2016

Die Mitgliederzahl blieb zwischen 2004 und 2014 vergleichsweise stabil zwischen 1,2 und 1,4 Millionen.
| Jahresende    | Zahl der Mitglieder |
| ------------- | ------------------- |
| Dezember 2014 | 1.270.248           |
| Dezember 2013 | 1.282.500           |
| Dezember 2012 | 1.301.500           |
| Dezember 2011 | 1.317.500           |
| Dezember 2010 | 1.374.500           |
| Dezember 2009 | 1.374.500           |
| Dezember 2008 | 1.362.000           |
| Dezember 2007 | 1.344.000           |
| Dezember 2006 | 1.343.000           |
| Dezember 2005 | 1.317.000           |
| Dezember 2004 | 1.310.000           |
| Dezember 2003 | 1.301.000           |

### Mitgliedsbeiträge
Die Staffelung der Beiträge wird von der landesweiten Delegiertenkonferenz (National Delegate Conference) festgelegt. Die Beitragsordnung ist Bestandteil der Gewerkschaftsstatuten. Die landesweite Delegiertenkonferenz kann die Höhe der Beiträge durch Mehrheitsbeschluss ändern, das geschieht jedoch nicht oft.
Regionale und örtliche Untergliederungen der Gewerkschaft können ebenfalls durch Mehrheitsbeschluss ihrer Mitglieder einen zusätzlichen Beitrag beschließen ('Local Levy'), solange dieser nicht ein Sechstel des regulären Gewerkschaftsbeitrages übersteigt. Die Einnahmen aus diesen Zusatzbeiträgen müssen für Gewerkschaftsaufgaben vor Ort verwendet werden.
Die Höhe der Beiträge ist am Einkommen der Mitglieder orientiert. Die Zahlung der Beiträge erfolgt gewöhnlich durch ein System, das DOCAS (Deduction of Contribution at Source) genannt wird und bei dem der Arbeitgeber den Beitrag vom Lohn bzw. Gehalt abzieht und an die Gewerkschaft überweist. Der Beitrag wird vom Mitglied direkt an die Gewerkschaft überwiesen, wenn der Beitritt online erfolgt, wenn das Mitglied es ausdrücklich wünscht, oder wenn es keine entsprechende Vereinbarung mit dem Arbeitgeber gibt.
Studentische Mitglieder sowie Krankenpfleger und Krankenschwestern in Ausbildung sowie Auszubildende zahlen einen festen Beitrag von £10 jährlich.
Mitglieder, die mindestens zwei Jahre ohne Unterbrechung Mitglied waren, können sich im Fall der Berentung dafür entscheiden, für einen einmaligen Beitrag von £15 Mitglied zu bleiben. Sie behalten damit lebenslang das Anrecht auf alle Vorteile der Mitgliedschaft und erhalten den Status von 'Rentner-Mitgliedern'.
Mitglieder, die ihre Arbeit verloren haben, können noch zwei Jahre lang Mitglied für einen Jahresbeitrag von £4 bleiben.

### Mitgliedswerbung
Die Gewerkschaft versucht mit zahlreichen Werbemaßnahmen vor Ort, neue Mitglieder zu gewinnen. Ein Großteil des Werbens geschieht auf lokaler Ebene durch Vertrauensleute im Betrieb und durch Funktionäre innerhalb ihres Wirkungskreises.
Die landesweite Gewerkschaftsorganisation tritt auch in der Öffentlichkeit auf wie beispielsweise mit der Kampagne „Ants and Bear“ (Die Ameisen und der Bär), die anlässlich der Gründung der neuen Gewerkschaft lief. In einem Fernsehwerbespot wurde eine Ameise gezeigt, die versucht, an einem großen Bär vorbeizukommen und ruft „Excuse Me“ („Entschuldigung …“), sie wird jedoch nicht vom Bären beachtet. Auf dem nächsten Bild schließen sich der einzelnen Ameise viele Tausend anderer Ameisen an und rufen „Get out of the way!“ („Hau ab!“). Dieser Ruf wird nun vom Bären gehört und er macht den Weg frei.
Aus dem General Political Fund wurde im Oktober 2004 ein Fernsehwerbespot mit dem Titel „You're one in a million“ finanziert.

## Politisches Engagement und Kampagnen

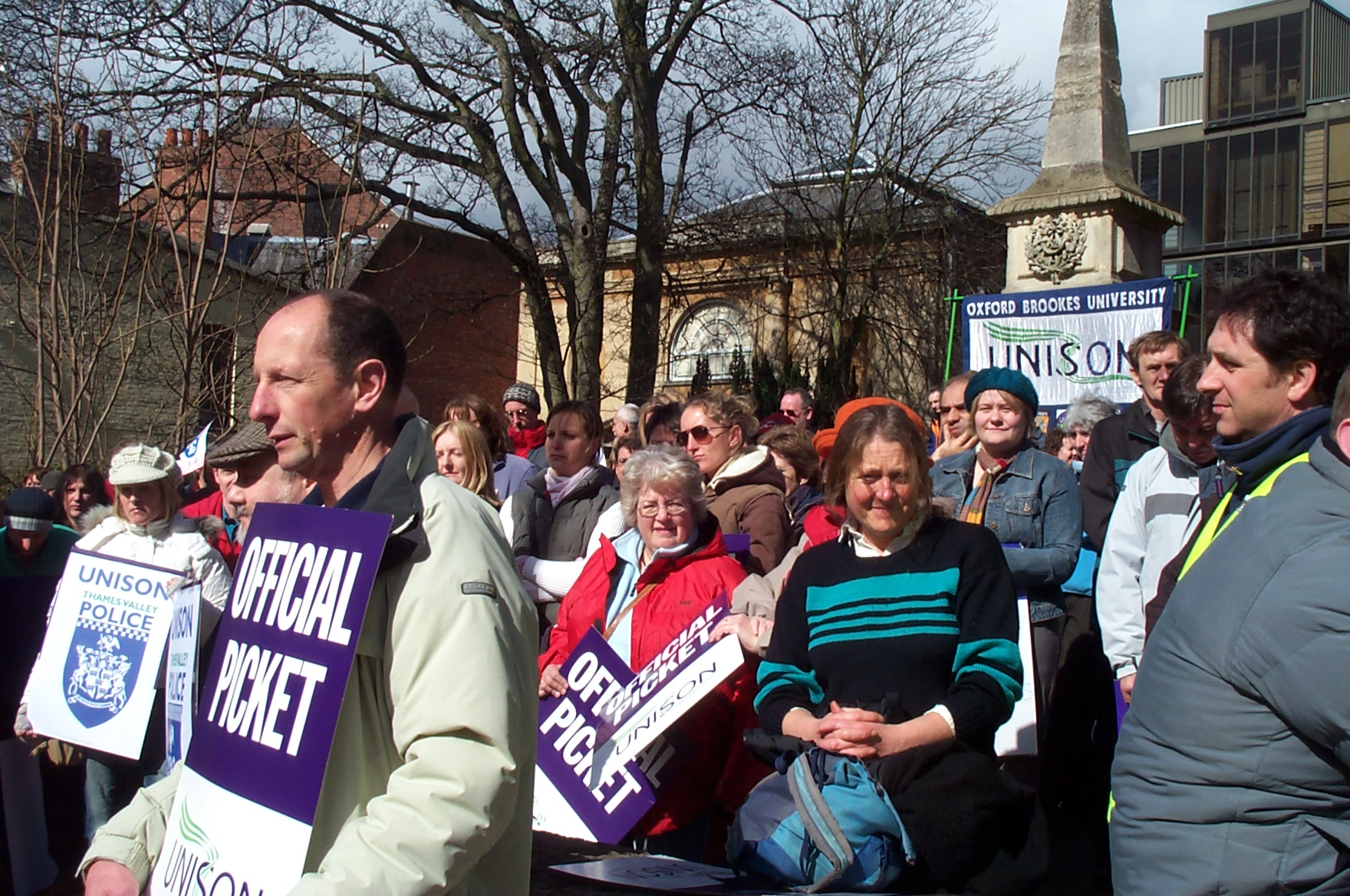
Ein Unison-Demonstrationszug in Oxford während eines Streiks am 28. März 2006

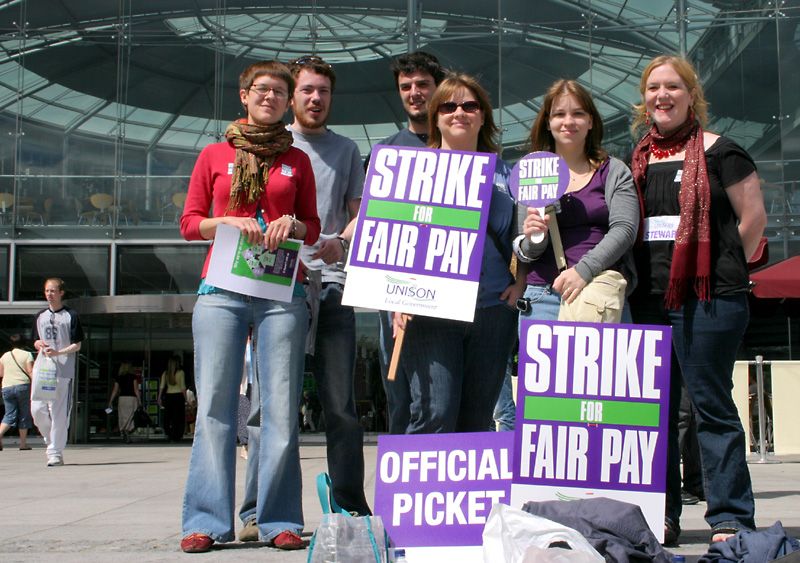
Ein Streikposten in Norwich2008

Unison hat einen Fonds für politische Interventionen, aus dem Kampagnen im politischen und sozialen Bereich finanziert werden. Die Mitglieder können wählen, ob von ihren Beiträgen Zahlungen an die Labour Party geleistet werden sollen oder in einen nicht-parteigebundenen allgemeinen politischen Fonds fließen sollen oder überhaupt nicht für politische Zwecke verwendet werden sollen. Unison betreibt auch Forschung zu Projekten der Private Finance Initiative (PFI) und führt in diesem Rahmen auch Kampagnen durch. Die Gewerkschaft hat sich auf ihrer Jahreskonferenz 2005 gegen die Vorschläge der Regierung zur Einführung einer British national identity card ausgesprochen.
Die politische Bindung der Gewerkschaft an die Labour Party und deren gemäßigte Politik führt manchmal zu Spannungen, zu Ausschlüssen von linksgerichteten Aktivisten und zu Protest hiergegen.
Im April 2009 stimmte eine Unison-Konferenz einstimmig für einen Beschluss, mit dem das British Department of Health aufgefordert wurde, Mitglieder der British National Party wegen der rassistischen Haltung dieser Partei von Tätigkeiten im Krankenpflegedienst innerhalb des National Health Service auszuschließen.
Unison führt verschiedene landesweite Kampagnen durch wie beispielsweise Positively Public, die sich gegen die Privatisierung von Einrichtungen der staatlichen Daseinsvorsorge richtet. Die Kampagnen decken einen weiten Bereich ab von Lohnforderungen und Rentenanpassungen bis zu branchenspezifischen Themen wie saubere Krankenhäuser oder die Verhinderung des Ausverkaufs von Wohnungen, die im Eigentum der öffentlichen Hände sind.
Sie unterstützt die Organisation Abortion Rights, die das Recht von Frauen auf Zugang zu einer sicheren und legalen Abtreibung fordert und die sich gegen die Kriminalisierung von geschlechtsselektiver Abtreibung wendet.
Überregional bekannt wurde die lokale Kampagne gegen die (gescheiterten) Pläne zur Schaffung eines gemeinsamen Dienstleistungszentrums in öffentlich-privater Partnerschaft („Southwest One“) für mehrere Verwaltungen in Somerset in den 2000er Jahren.
Der Allgemeine Politik-Fonds finanzierte auch:
- Veranstaltungen gegen Rassismus
- Kampagnen vor Ort gegen  Privatisierung/Kommerzialisierung
- die Mitwirkung von Unison auf verschiedenen landesweiten und regionalen Veranstaltungen
- Kampagnen gegen den Verlauf von gemeindeeigenen Häusern und Wohnungen an Private.

Im Vorfeld von Wahlen finanziert der Fonds Anzeigen-Kampagnen zu Themen, die für Unison wichtig sind. Ihre Kampagne für 2010 trug den Titel „Million Voices for Public Services“.
Im Februar 2013 gehörte Unison zu denjenigen Organisationen und Personen, die ihre Unterstützung für die People's Assembly in einem Offenen Brief kundtaten, der von der Zeitung The Guardian abgedruckt wurde. Delegierte und Vertreter von Unison nahmen an der Delegates and People's Assembly Conference in der Westminster Central Hall am 22. Juni 2013 teil.
Der GPF steht der Labour Party nahe, siehe oben. Im Juli 2015 unterstützte Unison Jeremy Corbyns Bewerbung für die Vorstandswahl bei der Labour Party. Im August 2016 unterstützte sie Corbyn erneut. Bei den Labour-Vorstandswahlen 2020 unterstützte Unison Keir Starmer als Parteivorsitzenden und Angela Rayner als Stellvertreterin.

## Generalsekretäre
- 1993–1996: Alan Jinkinson
- 1996–2001: Rodney Bickerstaffe
- 2001–2020: Dave Prentis
- seit 2021: Christina McAnea

## Stellvertretende Generalsekretäre
1993: Colm O’Kane, Dave Prentis and Tom Sawyer
1994: Dave Prentis
2001–2012: Keith Sonnet